# 일당백집사
《일당백집사》는 2022년 10월 19일부터 2022년 12월 22일까지 방송했던 MBC 수목 드라마였다.

## 프로그램 소개
일당 백 원으로 시작하는 심부름을 대신해주는 남자 김 집사와 죽은 이의 소원을 들어주는 장례 지도사 백동주가 생활 심부름업체 일당백을 운영하며 펼쳐지는 이야기를 그린 드라마

## 제작진

### 제작사
- 아이윌미디어 : MBC 주말 드라마 《사랑해서 남주나》, KBS 2TV 일일 드라마 《우아한 모녀》, KBS 2TV 일일 드라마 《황금 가면》 제작

### 극본
- 이선혜 : KBS 2TV 《슈퍼선데이》(공동 집필), tvN 주간 드라마 《응답하라 1997》(공동 집필), tvN 금토 드라마 《응답하라 1994》(공동 집필), tvN 금토 드라마 《응답하라 1988》(공동 집필), MBC 월화 드라마 《20세기 소년소녀》(집필) 집필

### 연출
- 심소연 : MBC 주말 드라마 《부잣집 아들》(공동 연출), MBC 월화 드라마 《웰컴2라이프》(공동 연출), MBC 특집 드라마 《목표가 생겼다》(연출) 연출
- 박선영

## 등장 인물
- (†) 표시는 드라마 상에서 최종적으로 사망한 인물이다.

### 주요 인물
- 이혜리 : 백동주 역 - 언주대학병원 장례식장 근무, 장례 지도사.

하나, 사람은 모두 죽고!
둘, 고령화 사회 매해 사망 인구는 증가하고 있으며!
셋, 최소 사십 년은 할 수 있을 평생직장을 구하고 싶었고!
넷, 은퇴가 없는 장례지도사야말로 저의 직업이라고 생각했습니다.
... 라고 포부 넘치게 말했지만 사실 장례 지도사는 차선의 선택이었다.
한때 그녀는 라켓만 쥐었다 하면 펄펄 날아다니던 탁구 에이스.
상비군으로 태극마크도 달았다.
올림픽에서 딴 금메달을 아빠한테 걸어줄 날만 기다렸는데
12년 탁구 인생, 발목 부상으로 허무하게 라켓을 내려놓았다.
다 지난 일, 더 이상 꺼내고 싶지 않은 얘기.
그보다 중요한 건 주특기였던 강한 스매시 실력으로
누군가의 따귀를 사정없이 때려야 되니깐.
지금은 미션 중이니깐.
그녀는 장례지도사가 된 후 기이한 능력이 있다는 걸 알았다.
손이 닿는 순간, 입관실은 분장실로 변하고 고인은 온기를 찾는다.
고인의 마지막 부탁을 들어줄 때마다 스물하나였던 숫자가 하나하나씩 줄어든다.
말도 안 되는 일이라고 팔짝팔짝 뛰어도 보고
재수 없는 손이라고 원망도 해봤지만 벗어날 수 없었다.
딱 스물한 명만, 딱 가을까지만!
그때까지만 버텨보자고 다짐에 조심을 했는데 기어코 그 비밀을 들키고야 만다.
하필 그 남자에게. “우리 헤어지자!” 이별 통보를 했던 그 남자 김 집사에게.
- 이준영 : 김 집사 (김태희) 역 - 생활 심부름 서비스 [일당백] 직원

오전 여덟 시. 모두가 양복을 입고 출근하는 시간!
녹색 어머니 옷을 입고 횡단보도로 향하는 남자가 있다.
호루라기를 휘휘 불며, 절도 있게 깃발을 여닫는 그를! 사람들은 김. 집. 사라고 부른다!
“어머 어머, 관상은 과학이라더니”
훈훈한 외모에 퍼펙트한 일 처리까지!
그 힘들다는 맘심을 단숨에 사로잡고 손은 또 얼마나 야무진지,
청소 빨래 설거지는 물론 바퀴벌레 한 마리 잡는 일, 쓰레기봉투 묶는 일까지
허투루 하는 일은 하나도 없다.
고객이 원한다면 언제든지! 어디든지! 무엇이든지! 김 집사가 다 해낸다.
그를 건드리는 건 백동주라는 여자.
이상한 여자라고, 희한한 여자라고, 미친 여자라고 생각했던 그녀에게 자꾸만 눈이 간다.
자꾸만 기대고 싶어진다.
아무에게도 말하지 못했던 몸서리치게 아픈 기억과 상처를 그녀는 알아줄 것만 같다.
그 여자의 손이 예쁘다.
그 여자가 예쁘다.

### 일당백하우스
- 송덕호 : 서해안 역 - 2층 독거남, 서울 봉수경찰서 봉수지구대 순경.

“남해안에서 온 서해안이어라”
구수하고 수더분한 2층 총각. 전남 여수에서 나고 자랐다.
짠내 촌내나는 지긋지긋한 여수를 벗어나 서울 햇볕 받으며 살겠노라!
절대적 믿음과 목표는 그를 만든 8할이었다.
일당백 하우스가 좋다.
특히 해안의 심장을 롤러코스터 태운 옆집 여자 백동주가.
동주의 호탕한 웃음소리에 고단함이 날아간다. 보기만 해도 만성두통이 싹 사라진다.
아무래도 사랑하는 것 같다.
- 이규한 : 빈센트(이향복) 역 - 김 집사의 막내 외삼촌, [일당백] 대표이사.

한쪽을 귀 뒤에 꽂은 곱슬곱슬한 단발머리. 어느 집에나 있을 법한 골칫덩어리 삼촌.
고시촌 신선(장수생) 출신으로 사법시험만 15년, 사시 막차 놓치고 법원 행시, 감정평가사, 노무사, 세무사, 법무사까지 줄줄이 떨어지고는 결국 합격증 한 장 없이 하산했다.
그리고 내 손으로 일 원 한 장 벌어보겠다는 각오로 생활 서비스 업체 [일당백]을 차렸다.
그런데 조카라고 하나 있는 놈, 낙하산으로 취업시켜 줬더니 말을 되게 안 듣는다.
하나뿐인 직원이니, 또 시킨 일 잘 해내니 군소리할 수도 없고.
별수 있나. 옆에 놓고 잘 지켜봐야지. 저거 저거 엉터리 같은 생각 하나 두고 봐야지.

### 언주대병원 장례식장
- 태인호 : 임일섭 역 - 동주의 사수, 언주대학병원 장례식장 팀장. 장례지도사.

동주의 사수. 책임감 강하고 성실하며 어른스럽다.
3년 전, 결혼 허락받으러 갔다가 장례지도사란 이유로 문전박대 받았고 그렇게 20년 열애의 마침표를 찍었다. 다른 남자하고 결혼했으면 잘 살지. 뒤도 안 돌아보고 살지. 수백 번 바랐건만 그녀가 다시 나타나고야 만다.
안 그래도 속이 시끄러워 죽겠는데 말도 안 되는 꼬맹이 하나가 끼어든다. 챙겨주겠다면서.
말도 안 되지. 동주의 친군데, 열여덟 살이나 어린 친군데 정말 말도 안 되지.
- 박정언 : 박혜진 역 - 언주대학병원 장례식장 도우미.

설아엄마.

### 동주 가족
- 박수영 : 백달식 역 - 동주의 아버지

가방 공장에서 미싱을 돌리며 딸 동주를 키웠다.
부상으로 탁구를 그만둔 딸이 장례지도사 일을 한다고 했을 때, 반대했다. 끔찍이도 싫었다. 차라리 공부를 시킬 걸. 형편이 좀 넉넉해서 이럴 때 비빌 언덕이 돼줄 수 있었으면 좋았을 걸. 수도 없이 후회하고 자책했다. 그래서 동주가 일을 그만두고 공무원 시험을 준비하겠다 했을 때, 반가웠다. 동주가 시험에 합격하면 이중생활을 끝낼 생각이다. 그날이 하루빨리 오길 간절히 바랄 뿐이다.
- 오대환 : 미카엘 역 - 동주의 외삼촌, 봉수동 성당의 주임신부.

봉수동 성당의 주임신부. 술 좋아하고, 놀기 좋아하고, 사람을 좋아하는지라 별난 신부님 같지만, 그의 장난 속에는 위로와 공감, 격려가 있다.
동주가 비밀을 털어놓은 유일한 존재.
고인 스물한 분만 만나보자 설득했던 장본인이다.
‘21’이라는 숫자가 혹시 그날의 일과 관련 있는 건 아닐까?
동주가 미션을 모두 끝내면 그날 있었던 일을 털어놓을 수 있을까?

### 동주의 친구
- 서혜원 : 유소라 역 - 간호조무사

하루 마카롱 두 개씩 먹는 걸 소확행으로 여기는 간호조무사. 그녀의 소원은 단 하나. “남자랑 자게 해주세요!” 백 마흔다섯 번째로 소원을 빌던 어느 날, 소라의 눈에 한 남자가 들어온다. 어른 연애, 삼각관계, 치정... 꿈에 그리던 지독한 사랑이 찾아왔다. 사랑의 난관 따위 피하지 않고 당당히 마주한다. 올해가 가기 전에 소원을 꼭 이뤄야 하니깐.
- 안현호 : 현정화 역 - 탁구클럽 강사

스포츠인이라고는 믿을 수 없을 만큼 느리고 답답하지만 진국이다. 어디선가 동주에게 무슨 일이 생기면 틀림없이 달려오는 의리파다.

### 그 외 인물
- 한동희 : 탁청하 역 - 점심을 같이 먹어 달라는 고객.
- 강주상
- 서권순
- 이주화
- 곽자형 : 석철 역
- 김가영 : 석철의 아내 역
- 오승백 : 이원효 역 - 강의 남편
- 홍나현 : 서강 역 - 원효의 아내
- 이상희 : 김상득 역 - 준호의 의붓형
- 유담연 : 상득의 애인 역
- 리민
- 정새별
- 김최용준 : 김건우 역 - 김준호의 아들
- 미상 : 의뢰인 역
- 미상 : 백동주의 엄마 역
- 미상 : 의뢰인 역
- 미상 : 괴한 역
- 김하언 : 김준호 역 - 김 집사의 꿈에 나타난 소년
- 미상 : 김창완 역
- 미상 : 요셉 역
- 미상 : 노숙자 역
- 미상 : 임일섭의 전 여자친구 역
- 장영현 : 유병수 역 - 백동주의 전 남자친구
- 조아영 : 서린 역
- 미상 : 태형 역
- 민채연 : 천다민 역
- 미상 : 천다민의 신랑 역
- 미상 : 교통사고 환자 역
- 최재환 : 서해안의 형 역

### 특별출연
- 안내상 : 김준호 역 †
- 서영희 : 최연희 역 †
- 김영옥 : 소라의 할머니 역
- 선우용여 : 향복의 어머니 역 (목소리 출연)
- 장성규 : 라디오 DJ 역
- 서효원 :
- 지수원 : 미란 역

## 수상
- 2022년 MBC 연기대상 미니시리즈 여자우수연기상 혜리.

## 결방
- 2022년 11월 2일 ~ 2022년 11월 3일 : 《이태원 압사 사고》 참사 여파 및 다큐 플렉스 스페셜 편성으로 인한 결방.
- 2022년 11월 23일 ~ 2022년 11월 24일 : 《2022 카타르 월드컵》 중계 방송으로 인한 결방.

## 시청률
최저 시청률과 최고 시청률은 시청률 조사회사와 지역별로 시청률에 차이가 있을 수 있습니다.
| 2022년 | 2022년    | 2022년          | 2022년        |
| 회차   | 방송일    | AGB 시청률      | AGB 시청률    |
| 회차   | 방송일    | 대한민국 (전국) | 서울 (수도권) |
| ------ | --------- | --------------- | ------------- |
| 제1회  | 10월 19일 | 3.9%            | 3.9%          |
| 제2회  | 10월 20일 | 3.7%            | 3.9%          |
| 제3회  | 10월 26일 | 3.0%            | -             |
| 제4회  | 10월 27일 | 3.6%            | 3.6%          |
| 제5회  | 11월 9일  | 2.1%            | -             |
| 제6회  | 11월 10일 | 2.5%            | -             |
| 제7회  | 11월 16일 | 2.7%            | -             |
| 제8회  | 11월 17일 | 4.0%            | 4.2%          |
| 제9회  | 11월 30일 | 2.6%            | -             |
| 제10회 | 12월 1일  | 3.5%            | 3.8%          |
| 제11회 | 12월 7일  | 3.0%            | -             |
| 제12회 | 12월 8일  | 3.1%            | -             |
| 제13회 | 12월 14일 | 2.6%            | -             |
| 제14회 | 12월 15일 | 3.3%            | -             |
| 제15회 | 12월 21일 | 2.7%            | -             |
| 제16회 | 12월 22일 | 3.2%            | 3.7%          |

## 참고 사항
- 당초 김 집사 역할에는 윤두준이 출연 예정이었지만 부득이한 사정으로 인해 하차했고 이준영이 출연하게 됐다.